# Kreis Steinburg
Kreis Steinburg is een Kreis in de Duitse deelstaat Sleeswijk-Holstein. De Kreis telt 130.706 inwoners (31 december 2020) op een oppervlakte van 1.056,24 km². Steinburg maakt deel uit van de Metropoolregio Hamburg. Kreisstadt is Itzehoe.

## Geografie
Steinburg ligt in het zuidwesten van het land Sleeswijk-Holstein. De Elbe vormt de grens met het Landkreis Stade in Nedersaksen. In het zuidoosten en oosten grenst Steinburg aan de Kreisen Pinneberg en Segeberg. In het noorden aan Rendsburg-Eckernförde en in het westen aan Dithmarschen.

## Politiek

### Bondsdag
Steinburg vormt samen met het zuidelijke deel van Dithmarschen en een klein deel van Kreis Segeberg het kiesdistrict 3 voor de verkiezingen voor de Bondsdag. Het district geldt als redelijk veilig CDUbolwerk. Bij de laatste verkiezingen werd Rolf Koschorek als lid van de Bondsdag herkozen.

### Landdag
Voor de verkiezingen voor de Landdag van 2012 was Steinburg ingedeeld in twee districten: Steinburg-West en Steinburg-Ost. Beide districten kozen een CDU'er als direct gekozen lid.

### Kreisdag

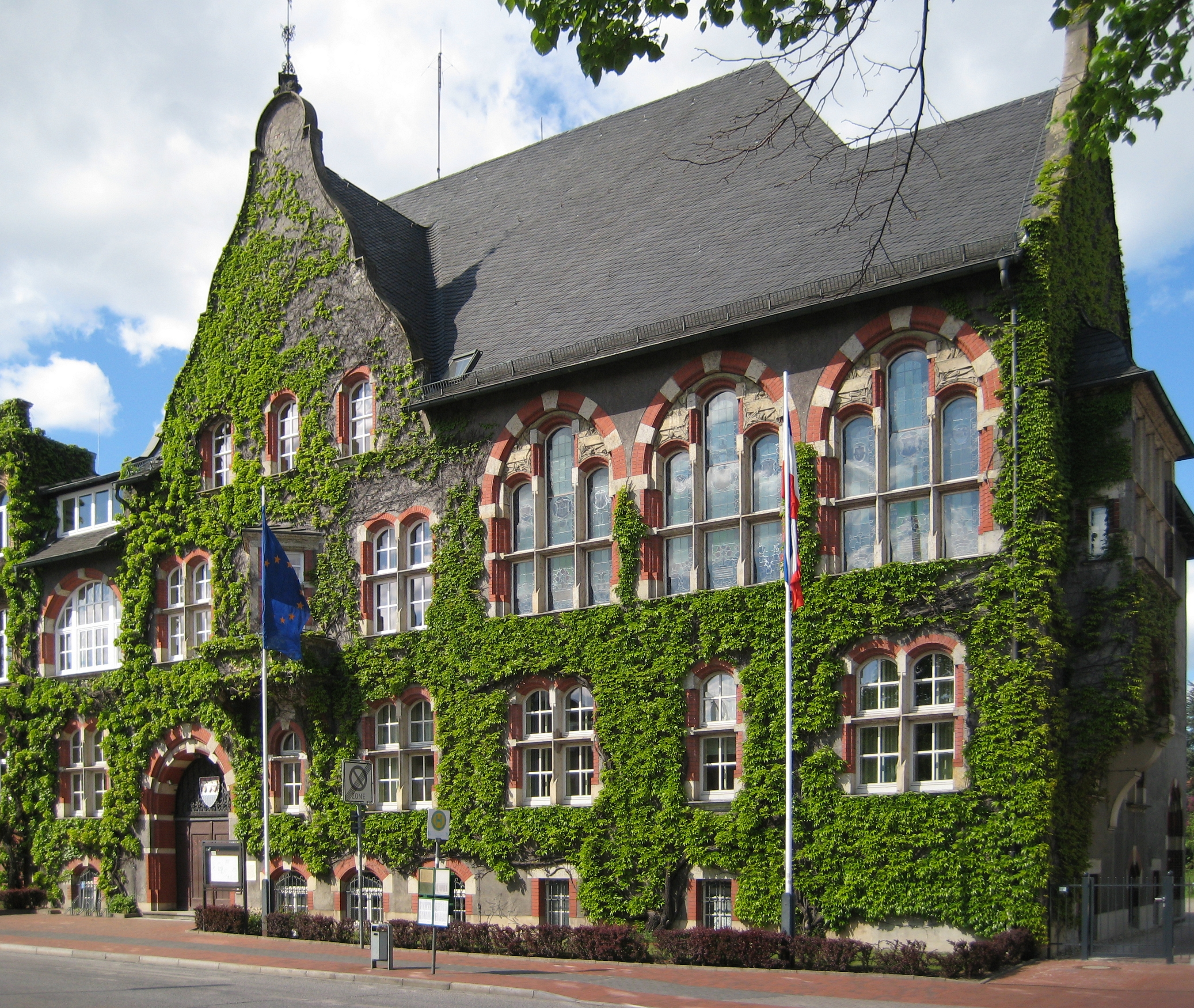
het Kreishaus in Itzehoe

De laatste verkiezingen voor de raad van Kreis Steinburg, in het Duits de Kreistag genoemd, vonden plaats op 26 mei 2013. Bij die verkiezingen werden de 45 zetels als volgt verdeeld:
- CDU 18
- SPD 13
- Bündnis 90/Die Grünen 5
- FDP 3
- Piraten 1
- Die Linke 1
- BLS 2
- FW 1
- Wählerinitiative Steinburg 1

Naast de Kreisdag kiezen de inwoners van een Kreis tevens de Landraad. De laatste gekozen Landraad was de partijloze Jens Kulik die in 2010 werd gekozen. Deze werd echter in 2012 door de Kreisdag uit zijn ambt gezet. In het najaar van 2012 werd als nieuwe Landraad Heinz Seppmann (CDU) gekozen, die in 2013 werd opgevolgd door de partijloze Torsten Wendt.

## Steden en gemeenten

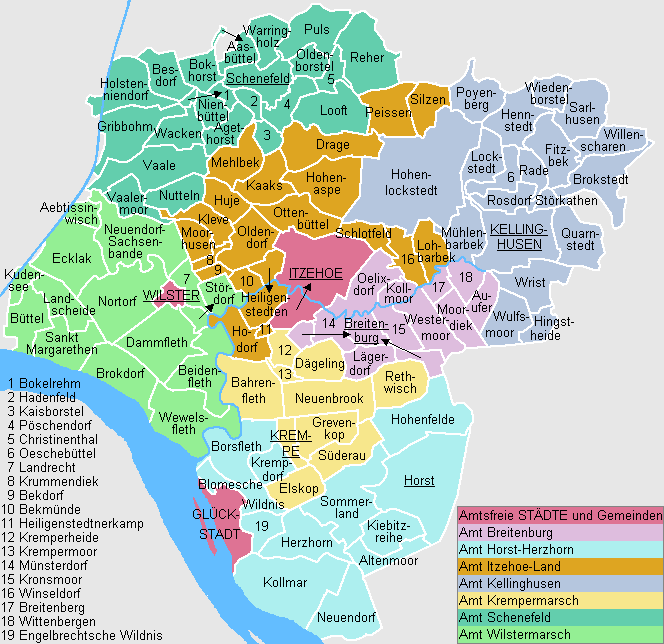

De volgende steden en gemeenten liggen in de Kreis:
| Amtvrije gemeenten                                          | Amtvrije gemeenten |
| ----------------------------------------------------------- | ------------------ |
| - 1. Glückstadt, stad - 2. Itzehoe, stad - 3. Wilster, stad |                    |

Ämter met deelnemende gemeenten (* = zetel bestuur)
| - 1. Amt Breitenburg 1. Auufer 2. Breitenberg 3. Breitenburg * 4. Kollmoor 5. Kronsmoor 6. Lägerdorf 7. Moordiek 8. Münsterdorf 9. Oelixdorf 10. Westermoor 11. Wittenbergen - 2. Amt Horst-Herzhorn 1. Altenmoor 2. Blomesche Wildnis 3. Borsfleth 4. Engelbrechtsche Wildnis 5. Herzhorn 6. Hohenfelde 7. Horst (Holstein) * 8. Kiebitzreihe 9. Kollmar 10. Krempdorf 11. Neuendorf b. Elmshorn 12. Sommerland - 3. Amt Itzehoe-Land (zetel: Itzehoe) 1. Bekdorf 2. Bekmünde 3. Drage 4. Heiligenstedten 5. Heiligenstedtenerkamp 6. Hodorf 7. Hohenaspe 8. Huje 9. Kaaks 10. Kleve 11. Krummendiek 12. Lohbarbek 13. Mehlbek 14. Moorhusen 15. Oldendorf 16. Ottenbüttel 17. Peissen 18. Schlotfeld 19. Silzen 20. Winseldorf | - 4. Amt Kellinghusen 1. Brokstedt 2. Fitzbek 3. Hennstedt 4. Hingstheide 5. Hohenlockstedt 6. Kellinghusen*, stad 7. Lockstedt 8. Mühlenbarbek 9. Oeschebüttel 10. Poyenberg 11. Quarnstedt 12. Rade 13. Rosdorf 14. Sarlhusen 15. Störkathen 16. Wiedenborstel 17. Willenscharen 18. Wrist 19. Wulfsmoor - 5. Amt Krempermarsch 1. Bahrenfleth 2. Dägeling 3. Elskop 4. Grevenkop 5. Krempe, stad * 6. Kremperheide 7. Krempermoor 8. Neuenbrook 9. Rethwisch 10. Süderau | - 6. Amt Schenefeld 1. Aasbüttel 2. Agethorst 3. Besdorf 4. Bokelrehm 5. Bokhorst 6. Christinenthal 7. Gribbohm 8. Hadenfeld 9. Holstenniendorf 10. Kaisborstel 11. Looft 12. Nienbüttel 13. Nutteln 14. Oldenborstel 15. Pöschendorf 16. Puls 17. Reher 18. Schenefeld * 19. Vaale 20. Vaalermoor 21. Wacken 22. Warringholz - 7. Amt Wilstermarsch (zetel: Wilster) 1. Aebtissinwisch 2. Beidenfleth 3. Brokdorf 4. Büttel 5. Dammfleth 6. Ecklak 7. Kudensee 8. Landrecht 9. Landscheide 10. Neuendorf-Sachsenbande 11. Nortorf 12. Sankt Margarethen 13. Stördorf 14. Wewelsfleth |

Aasbüttel ·
Aebtissinwisch ·
Agethorst ·
Altenmoor ·
Auufer ·
Bahrenfleth ·
Beidenfleth ·
Bekdorf ·
Bekmünde ·
Besdorf ·
Blomesche Wildnis ·
Bokelrehm ·
Bokhorst ·
Borsfleth ·
Breitenberg ·
Breitenburg ·
Brokdorf ·
Brokstedt ·
Büttel ·
Christinenthal ·
Dägeling ·
Dammfleth ·
Drage ·
Ecklak ·
Elskop ·
Engelbrechtsche Wildnis ·
Fitzbek ·
Glückstadt ·
Grevenkop ·
Gribbohm ·
Hadenfeld ·
Heiligenstedten ·
Heiligenstedtenerkamp ·
Hennstedt ·
Herzhorn ·
Hingstheide ·
Hodorf ·
Hohenaspe ·
Hohenfelde ·
Hohenlockstedt ·
Holstenniendorf ·
Horst (Holstein) ·
Huje ·
Itzehoe ·
Kaaks ·
Kaisborstel ·
Kellinghusen ·
Kiebitzreihe ·
Kleve ·
Kollmar ·
Kollmoor ·
Krempdorf ·
Krempe ·
Kremperheide ·
Krempermoor ·
Kronsmoor ·
Krummendiek ·
Kudensee ·
Lägerdorf ·
Landrecht ·
Landscheide ·
Lockstedt ·
Lohbarbek ·
Looft ·
Mehlbek ·
Moordiek ·
Moorhusen ·
Mühlenbarbek ·
Münsterdorf ·
Neuenbrook ·
Neuendorf b. Elmshorn ·
Neuendorf-Sachsenbande ·
Nienbüttel ·
Nortorf ·
Nutteln ·
Oelixdorf ·
Oeschebüttel ·
Oldenborstel ·
Oldendorf ·
Ottenbüttel ·
Peissen ·
Pöschendorf ·
Poyenberg ·
Puls ·
Quarnstedt ·
Rade ·
Reher ·
Rethwisch ·
Rosdorf ·
Sankt Margarethen ·
Sarlhusen ·
Schenefeld ·
Schlotfeld ·
Silzen ·
Sommerland ·
Stördorf ·
Störkathen ·
Süderau ·
Vaale ·
Vaalermoor ·
Wacken ·
Warringholz ·
Westermoor ·
Wewelsfleth ·
Wiedenborstel ·
Willenscharen ·
Wilster ·
Winseldorf ·
Wittenbergen ·
Wrist ·
Wulfsmoor